# Merton (Wisconsin)
Merton é uma vila localizada no estado norte-americano de Wisconsin, no Condado de Waukesha.

## Demografia
Segundo o censo norte-americano de 2000, a sua população era de 1926 habitantes.
Em 2006, foi estimada uma população de 2791, um aumento de 865 (44.9%).

## Geografia
De acordo com o United States Census Bureau tem uma área de
6,9 km², dos quais 6,8 km² cobertos por terra e 0,1 km² cobertos por água. Merton localiza-se a aproximadamente 302 m acima do nível do mar.

## Localidades na vizinhança
O diagrama seguinte representa as localidades num raio de 12 km ao redor de Merton.